# Сао Томе (град)
Сао Томе (на португалски: São Tomé) е столицата на Сао Томе и Принсипи и най-голям град в страната с население от 56 166 жители (2005). Името на града произлиза от португалското произношение за Свети Тома.

## История
Сао Томе е открит от Португалия през 1485 г. Португалците достигат до Сао Томе в търсене на земи за отглеждане на захарна тръстика. Сао Томе се намира на екватора и климата му е достаъчно влажен развитието на захарна тръстика в изобилие. Близостта до бреговете на Конго е подходящо за набавянето на необходимите роби за работа на захарните плантации. Целият град е съсредоточен около катедралата от 16 век. Друга ранна постройка е Форт Сао Себастиао, построен през 1575, а днес Национален музей на Сао Томе. През 1599 града и остраова за завладения от холандците за два дена и отново през 1641 за година.

## География
Сао Томе има важно пристанище благодарение и на факта, че е разположен в подходящия залив Ана Чавес в североизточната част на остров Сао Томе, в близост до брега е и малкия остров Илхеу дас Кабрас. Сао Томе е разположен на североизток от Тринидад, югоизток от Гуадалупе и северозапад от Сантана. Свързва се с тези селища чрез различни пътни артерии, но главно с магистралния път окръжаващ остров Сао Томе от вътре.
Сред забележителностите на града са Президентския дворец на Сао Томе и Принсипи, Рибарската църква, киното. В града има множество училища, два пазара, радио станция, телевизионна програма RFI, болница, международно летище, и много площади (praça). Сао Томе е центърът на автомобилния транспорт на острова.

## Население по години
| Година                      | Население | Изменеие | Гъстотат |
| --------------------------- | --------- | -------- | -------- |
| 1990 (23 юни, Преброяване)  | 42 331    | –        | -        |
| 2000 (16 юни, Преброяване)  | 49 997    | –        | -        |
| 2003 (Изчисления)           | 53 300    | –        | -        |
| 2005 (1 януари, Изчисления) | 56 166    | –        | -        |

## Фотогалерия
- Катедралата „Сао Томе Се“
- Фортът на Сао Томе
- Рибари край Сао Томе